# Offene Ateliers

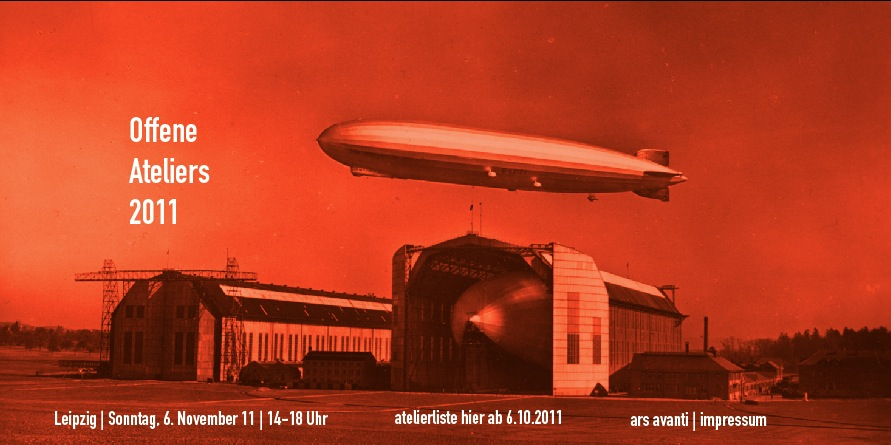
Flyer Offene Ateliers, Leipzig, 2011

Offene Ateliers sind kulturelle Angebote, die für eine begrenzte Zeitspanne den Besuch der Öffentlichkeit in Künstlerateliers ermöglichen. Dabei können Besucher in der Regel kostenlos gleichzeitig Kunstwerke, Künstler und Kunstraum erleben. Deshalb zählen Offene Ateliers zu den Veranstaltungen, die kulturelles und soziales Leben miteinander verbinden. Offene Ateliers werden von Kunstvereinen, Künstlern, Galeristen, Berufsverbänden sowie Kommunen organisiert.

## Internationale Verbreitung
Im anglophonen Sprachraum wird dieses Format „open studio“ genannt und ist eine feste Größe im kulturellen Alltag dieser Länder.